# William Verner
Pour les articles homonymes, voir Verner.
William Franklyn « Bill » Verner (né le 24 juin 1883 dans le comté de Grundy et décédé le 1er juillet 1966 à Pinckney) est un athlète américain spécialiste du demi-fond. Son club était la (Chicago Athletic Association).

## Biographie

### Palmarès
| Date | Compétition           | Lieu        | Résultat | Épreuve          | Performance  |
| ---- | --------------------- | ----------- | -------- | ---------------- | ------------ |
| 1904 | Jeux olympiques d'été | Saint-Louis | 6e       | 800 mètres       |              |
| 1904 | Jeux olympiques d'été | Saint-Louis | 2e       | 1 500 mètres     | 4 min 06 s 8 |
| 1904 | Jeux olympiques d'été | Saint-Louis | 4e       | 2 590 m steeple  |              |
| 1904 | Jeux olympiques d'été | Saint-Louis | 2e       | Cross par équipe | 28 pts       |

### Records
| Épreuve      | Performance  | Lieu        | Date |
| ------------ | ------------ | ----------- | ---- |
| 800 mètres   | 2 min 01 s 2 |             | 1905 |
| 1 500 mètres | 4 min 06 s 8 | Saint-Louis | 1904 |